# Leonard B. Meyer
Leonard Bunce Meyer (ur. 12 stycznia 1918 w Nowym Jorku, zm. 30 grudnia 2007 tamże) – amerykański muzykolog.

## Życiorys
Uczęszczał do Bard College (1936–1937). W latach 1938–1940 uczył się prywatnie u Karla Weigla i Stefana Wolpego. W 1940 roku uzyskał tytuł Bachelor of Arts, a w 1948 roku Master of Arts na Columbia University. W latach 1942–1945 odbył służbę wojskową w US Army, walczył we Francji jako członek 28 Dywizji Piechoty. W 1946 roku uczestniczył w letnim kursie muzycznym u Aarona Coplanda w Tanglewood. Od 1946 roku był wykładowcą University of Chicago, gdzie w 1954 roku doktoryzował się na podstawie pracy Emotion and Meaning in Music. W latach 1961–1970 był dyrektorem wydziału muzyki. Laureat stypendium Fundacji Pamięci Johna Simona Guggenheima (1971–1972). Od 1975 do 1988 roku wykładał na University of Pennsylvania w Filadelfii. Gościnnie prowadził wykłady na University of California w Berkeley (1970–1971), Stanford University (1984) i Indiana University (1985). W 1987 roku został członkiem honorowym American Musicological Society.
Pracując naukowo zajmował się teorią znaczenia, psychologią percepcji, analizą muzyczną, teorią stylu i estetyką nowej muzyki. Zjawisko muzyczne analizował w szerokim kontekście, uwzględniającym aspekty percepcyjne oraz zależności historyczne i kulturowe. Badał emocjonalne oddziaływanie muzyki. Styl muzyczny rozpatrywał jako rezultat odniesień do zastanego dziedzictwa i indywidualnych wyborów twórców, ograniczonych i zdeterminowanych kulturą i ideologią epoki. Krytycznie analizował muzykę współczesną, wskazując na pseudonaukowy charakter niektórych zamierzeń i celów drugiej awangardy. Wskazywał na współistnienie różnorodnych tendencji i zjawisk muzycznych we współczesnej kulturze, co znalazło później odbicie w założeniach postmodernizmu.
Jego prace przetłumaczono na francuski, włoski, hiszpański, włoski, polski, serbsko-chorwacki, japoński i chiński.

## Prace
(na podstawie materiałów źródłowych)
- Emotion and Meaning in Music (Chicago 1956)
- The Rhytmic Structure of Music, wspólnie z Grosvenorem Cooperem (Chicago 1960)
- Music, the Arts, and Ideas: Patterns and Predictions in Twentieth Century Culture (Chicago 1967)
- Explaining Music: Essays and Explorations (Berkeley–Los Angeles 1973)
- Style and Music: Theory, History, and Ideology (Filadelfia 1989)